# Ekaren
Ekaren är en sjö i Ockelbo kommun i Gästrikland och ingår i Hamrångeåns huvudavrinningsområde. Sjön är 12 meter djup, har en yta på 3,96 kvadratkilometer och befinner sig 79 meter över havet.
Ekaren har abborr- och gäddfiske både sommar och vinter. Runt sjön är det till övervägande delen skog. Det finns några fritidshus i närheten av sjön.
Ekaren är en del av ett sammanhängande sjösystem där bland annat också Klubbäcksjön ingår.

## Delavrinningsområde
Ekaren ingår i delavrinningsområde (676834-155154) som SMHI kallar för Utloppet av Ekaren. Medelhöjden är 99 meter över havet och ytan är 22,89 kvadratkilometer. Räknas de 31 avrinningsområdena uppströms in blir den ackumulerade arean 162,26 kvadratkilometer. Avrinningsområdets utflöde Hamrångeån mynnar i havet. Avrinningsområdet består mestadels av skog (73 procent). Avrinningsområdet har 3,95 kvadratkilometer vattenytor vilket ger det en sjöprocent på 17,2 procent.